# Дядя Бен
Бенджамин «Бен» Паркер (англ. Benjamin «Ben» Parker), более известен как Дядя Бен (англ. Uncle Ben) — персонаж, появившийся в комиксах издательства Marvel Comics. Дядя одного из самых известных супергероев — Питера Паркера, более известного как Человек-паук. Был супругом Мэй Паркер, пока не был убит грабителем. Появился во всех фильмах трилогии Сэма Рэйми, где его сыграл Клифф Робертсон. В перезапуске 2012 года его сыграл Мартин Шин, а в фильме «Мадам Паутина» 2024 года — Адам Скотт.
Бен Паркер впервые появляется в комиксе Amazing Fantasy #15 в августе 1962 года.

## Биография
Бен Паркер родился в Бруклине, штат Нью-Йорк. Он учился на офицера военной полиции, а также проводил время в качестве певца в группе. Он знал свою будущую жену Мэй Рейли со школьных времён, но она, в свою очередь, наивно интересовалась мальчиком, который был вовлечён в преступную деятельность. Когда он пришёл к ней однажды ночью и сделал ей предложение прямо на месте, Бен был там, чтобы разоблачить его как убийцу и утешить убитую горем Мэй, когда мальчика арестовали. Их отношения переросли в любовь, и они наслаждались счастливой совместной семейной жизнью. Когда младший брат Бена Ричард Паркер и его жена Мэри погибли в авиакатастрофе, Бен и Мэй взяли к себе осиротевшего племянника Питера и воспитали его как своего собственного сына.

## Альтернативные версии

### Ultimate Marvel
В Ultimate-вселенной Бен Паркер моложе, чем в классике, так как там Питер ещё подросток. По этой версии, Бен Паркер в молодости был хиппи и учил Питера быть ненасильственным. Так же, как и в «классической» вселенной, Бена убивает грабитель.

### Marvel Noir
Во вселенной Marvel Noir Бен Паркер — общественный активист, убитый Стервятником-каннибалом, одним из силовиков криминального авторитета Нормана Озборна. Ранее он был награждённым лётчиком и ветераном Первой мировой войны, но не гордился своей службой, считая, что за правое дело не сражались. Его племянник Питер надевает свою старую форму лётчика и орудует служебным револьвером во время своей деятельности в качестве Человека-паука.

### Spider-Verse
В сюжетной арке «Spider-Verse», дядя Бен — другой Человек-Паук, в реальности, где мир заражён радиацией. Этот мир был уничтожен из-за Отто Октавиуса, который шантажировал мир с помощью ядерной бомбы, но хотя его требования и были выполнены, бомба сработала и уничтожила все живое. Бен не стал вмешиваться в это, потому что тётя Мэй и Питер были убиты Изумрудным Эльфом (аналог Зелёного Гоблина). Бен отошёл от дел и укрылся от взрыва в бункере. Благодаря Превосходному Человеку-Пауку (разуму Отто Октавиуса в теле Питера Паркера), нашёл в себе силы продолжить борьбу.
Дядя Бен вместе с Питером отправляется в родной мир Наследников и помогает ему остановить ритуал, который должен был предотвратить появление любых Людей-Пауков. В процессе этого он также встречает Девушку-паука, свою двоюродную внучку Мэй из другой вселенной, и помогает ей защитить её младшего брата. После предотвращения апокалипсиса он отправляется вместе с Мэй в её мир и остаётся там, став единственным Беном Паркером, получившим шанс быть двоюродным дедом.

### Marvel Mangaverse
В Marvel Mangaverse Бен Паркер — сэнсэй боевых искусств, который обучал Питера Паркера. Позже, он был убит Веномом, приспешником Кингпина.

### Spider-Man: India
В этой вселенной его зовут дядя Бхим, он является обычным рабочим человеком, которого убивают ножом в переулке (он хотел помочь женщине, на которую напали).
После его смерти Павитр стал Человеком-пауком в этой вселенной.

## Вне комиксов

### Фильмы
- Человек-паук (2002) — Клифф Робертсон.

Бен Паркер — пожилой мужчина, любящий дядя и муж. Всегда помогает своему племяннику Питеру. Погибает от рук грабителя, перед смертью даёт Питеру совет «Чем больше сила, тем больше ответственность», который впоследствии толкает Питера стать супергероем.
- Человек-паук 2 (2004) — Клифф Робертсон.

Питер вспоминает своего дядю Бена во время тяжёлых испытаний, когда тот дал ему важный совет.
- Человек-паук 3: Враг в отражении (2007) — Клифф Робертсон.

Питер с тётей Мэй узнают, что Бена на самом деле убил Флинт Марко, который был сообщником Денниса Каррадина, считавшегося убийцей до этого. Однако Марко убил Бена случайно, не желая этого. В итоге, Питер простил Марко.
- Новый Человек-паук (2012) — Мартин Шин.

Так как этот фильм является перезапуском прошлой трилогии, Бена Паркера играет новый актёр. По сюжету Питер и дядя ссорятся, и юноша в гневе уходит. Бенджамин, пытаясь разыскать племянника в городе, сталкивается с грабителем, которого Паркер ранее отказался ловить. Дядя Бен решает остановить преступника, в результате чего тот убивает Бена. Большую часть фильма Питер пытается найти убийцу дяди и отомстить, но в итоге так и не находит его, а позже и вовсе отказывается от мести и решает начать использовать свои силы, чтобы помогать полиции.
- Мадам Паутина (2024) — Адам Скотт[10][11].

В этом фильме он является парамедиком и коллегой главной героини Кассандры Уэбб.

### Мультсериалы
- В мультсериале «Человек-Паук» (1967) появляется в первой серии второго сезона, которая является предысторией становления Питера Паркера. Там его убивает грабитель, которого Человек-Паук вовремя не остановил.
- В мультсериале «Человек-Паук» (1982) его смерть практически ничем не отличается.
- В мультсериале «Человек-Паук» (1994) последствия смерти и то, как о ней узнал Питер показывают в воспоминаниях во время битвы с Карателем.
- В «Spectular Spider-Man» (2008—2009) в первой же серии упоминается о смерти Дяди Бена, но её саму не показывают вообще. Далее, Дядя Бен появляется в воспоминаниях Питера в серии двенадцатой серии первого сезона.
- В «Ultimate Spider-Man» (2012—2017) Питер упоминает Дядю Бена в первой серии первого сезона.
- В мультсериале «Человек-Паук» (2017) смерть всё-таки показывают, но в пределах возможностей авторов, так как он рассчитан в первую очередь для детей.

### Игры
Появляется в игре в обновлении Spider-Man Unlimited как Человек-Паук из другой вселенной и как играбельный персонаж.